# Bashkia e Sarandës
Bashkia e Sarandës är en kommun i Albanien.   Den ligger i prefekturen Qarku i Vlorës, i den södra delen av landet, 160 kilometer söder om huvudstaden Tirana.
Trakten runt Bashkia e Sarandës består till största delen av jordbruksmark.  Runt Bashkia e Sarandës är det ganska glesbefolkat, med 27 invånare per kvadratkilometer.